# Acontia asbenensis
Acontia asbenensis là một loài bướm đêm trong họ Noctuidae.